# Pervomaiske, Vasîlkivka
Pervomaiske (în ucraineană Первомайське) este un sat în comuna Velîkooleksandrivka din raionul Vasîlkivka, regiunea Dnipropetrovsk, Ucraina.

## Demografie
Componența lingvistică a localității Pervomaiske
     Ucraineană (85,71%)
     Romani (12,24%)
     Rusă (2,04%)
Conform recensământului din 2001, majoritatea populației localității Pervomaiske era vorbitoare de ucraineană (85,71%), existând în minoritate și vorbitori de romani (12,24%) și rusă (2,04%).